# Alphonse Matejka
Alphonse Matejka (9 de janeiro de 1902 em São Galo, Suíça - 27 de outubro de 1999 em La Chaux-de-Fonds, Suíça) foi um famoso ocidentalista de origem checa.

## Biografia
Os Matejkas eram originalmente de Wischkovitz (Boêmia). Seu pai chegou à Suíça antes de 1900, talvez devido à falta de oportunidades de trabalho na Chéquia. Ele recebeu a cidadania suíça em 1915. Seu filho Alphonse nasceu em São Galo em 9 de janeiro de 1902. Ele passou seus últimos anos como estudante na seção mercantil da escola cantonal, onde fundou uma união estudantil sob o nome de Industria Sangallensis .
Devido à sua habilidade linguística, ele conseguiu um emprego na Reichenbach & Co. Essa empresa mais tarde o transferiria para sua subsidiária em Paris. Lá, ele conheceu sua esposa, Jeanne Bellanger. O casal se casou em 1928. Nos anos 30 mudou-se para Zurique e depois para Amsterdã em 1936, voltando para a Suíça para finalmente se estabelecer em La Chaux-de-Fonds. Ele conseguiu um emprego na indústria relojoeira.

## Esforços linguísticos
Alphonse Matejka era capaz de falar várias línguas românicas e germânicas. Ele também falava russo, podendo escrever para um jornal russo e até traduzir para esse idioma para a Academia Russa de Ciências.
Ele se envolveu no movimento Ido. No entanto, ele começou a apoiar o Interlingue em 1937.
Em 1942 publicou a primeira edição do livro OCCIDENTAL die internationale Welthilfssprache. Foi seguido em 1945 por Wörterbuch Occidental-Deutsch e Deutsch-Occidental. Este livro foi baseado nas obras de Joseph Gär e Ric Berger. Depois que o nome do idioma foi alterado para Interlingue, ele escreveu e atualizou o livro Interlingue die natürliche Welthilfssprache, für Millionen geschaffen, von Millionen verstanden. Vollständiger Lehrgang em 20 Lektionen.
Ele também foi o editor principal da Cosmoglotta por vários anos.